# Filip Despotovski (calciatore)
Filip Despotovski (in macedone Филип Дecпoтoвcки?; Skopje, 18 novembre 1982) è un ex calciatore macedone, di ruolo centrocampista.

## Caratteristiche tecniche
Mediano, può giocare anche come interno di centrocampo.

## Palmarès

### Club

#### Competizioni nazionali
- Supercoppa di Macedonia: 1

Vardar: 2013
- Vtora makedonska fudbalska liga: 1

Akademija Pandev: 2016-2017

#### Competizioni internazionali
- Coppa dei Campioni della CSI: 1

Inter Baku: 2011